# André Labarthe
André Labarthe (ur. 18 grudnia 1931 w Oloron-Sainte-Marie, zm. 5 marca 2018 w Paryżu) – francuski aktor, reżyser i producent filmowy. Wystąpił u boku Anny Kariny w filmie Żyć własnym życiem (Vivre sa vie) z 1962 roku. Był reżyserem wielu telewizyjnych filmów dokumentalnych, które przedstawiają konkretne osoby, począwszy od dokumentu Filmowcy naszych czasów (Cinéastes de notre temps).

## Filmografia

### aktor
- 1960: Do utraty tchu (À bout de souffle) jako dziennikarz na lotnisku Orly
- 1962: Żyć własnym życiem (Vivre sa vie: Film en douze tableaux) jako Paul
- 1969: Miłość szalona (L'Amour fou) jako reżyser
- 1978: Idź do mamy, tata pracuje (Va voir maman, papa travaille) jako lekarz
- 1983: L'Île bleue jako kloszard
- 1991: Niemcy, rok 90 – punkt zerowy (Allemagne 90 neuf zéro) jako recytator
- 1993: Dzieci bawią się w Rosję (Les Enfants jouent a la Russie) jako Alcide Jolivet
- 1999: Le Mariage de Fanny
- 2006: Bottom
- 2010: Tournee (Tournée) jako właściciel kabaretu

### reżyser
- 1964: Filmowcy naszych czasów (Cinéastes de notre temps TV)
- 1974: Ostatnie ujęcie Zawodu: reporter
- 1982: Cinéma cinémas (TV)
- 1988: Vincent van Gogh à Paris – repérages
- 1988: Cinéma, de notre temps (TV)
- 1995: Un Siècle d'écrivains

### producent
- 1964: Filmowcy naszych czasów (Cinéastes de notre temps)
- 1988: Cinéma, de notre temps
- 2003: Abel Ferrara: Not Guilty
- 2013: Outsiderzy: James Benning i Richard Linklater (Double Play: James Benning and Richard Linklater)